# Habenaria alta
Habenaria alta är en orkidéart som beskrevs av Henry Nicholas Ridley. Habenaria alta ingår i släktet Habenaria och familjen orkidéer.
Artens utbredningsområde är Madagaskar. Inga underarter finns listade i Catalogue of Life.